# Первач
Перва́ч (первого́н) — название самогона, образующегося на начальной стадии перегонки; является головной фракцией, первая часть от общего выгона самогона. Первоначально его называли пенным вином, пенником. С середины XIX до начала XX века назывался перваком, и лишь с 1902 года приобрёл название первач.

## Этимология и значение
Слово «первач» — это суффиксальный дериват от «первый» (имеющий смысл как «предшествующий всем другим», так и «лучший»). Словари потому фиксируют употребление слова «первач» как в смысле «самогон», так и просто «превосходный товар».

## История
В старину первачом называли крепкие спиртные напитки домашней выработки. Владимир Сиротенко-Вербицкий в своей книге «Легендарные напитки наших предков» пишет, что максимальная крепость первака была 45 %. При перегонке перваки разделялись на три фракции. Концевая фракция, содержащая сивуху, сразу отдавалась на смолокурню, где её добавляли к дёгтю. Передняя фракция сливалась в отдельный бочонок и после повторной перегонки с выделением приятно пахнущих фракций, последние добавлялись к конечной горилке. При перегонке средняя фракция и была тем перваком, который служил полуфабрикатом для получения горилки. Перед повторной перегонкой первак в течение 7—11 дней настаивался на травах, цветах и кореньях, различных для каждой водки.

## Состав
Как правило, первач содержит от 60 % до 70 % этанола. В перваче также повышено содержание альдегидов, метанола и простых эфиров опасных для жизни и здоровья человека концентраций. Отсюда и правильное название: эфирно-альдегидная фракция (ЭАФ). Первач более токсичен, чем следующая фракция: «тело» выгонки.

## Первач в культуре

### В литературе
«Первач» упоминается в романе «Золотой телёнок», повести «А зори здесь тихие…».

### В музыке
- Верка Сердючка. «Гоп — гоп»[5]
- Монгол Шуудан. «Анархический батальон»
- Александр Галич. "Право на отдых"